# Hopkins Architects

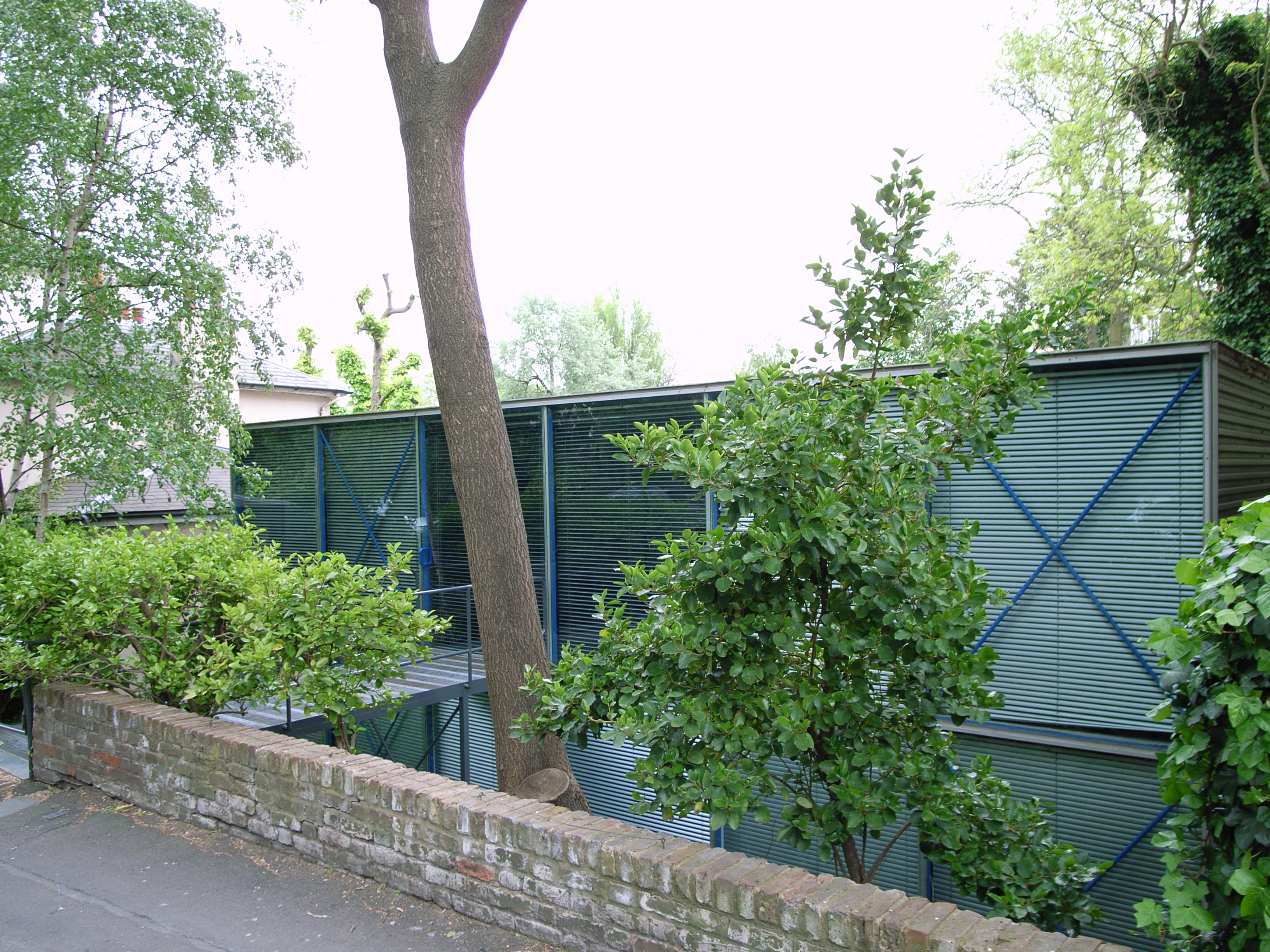
Hopkins House, Hampstead (1976)

Hopkins Architects (ehemals: Michael Hopkins and Partners) ist eines der großen britischen Architekturbüros, das von den Architekten Michael Hopkins und Patty Hopkins 1976 in London gegründet wurde.

## Geschichte

### Die Anfänge
Patty und Michael Hopkins richteten 1976 ihr Architekturbüro im Obergeschoss ihres neu errichteten Hauses in Hampstead ein. Das Haus erregte sofort Aufsehen, da es im Wesentlichen aus industriell angefertigten, freiliegenden Stahlrahmen und Glaswänden bestand. Es begründete ihren Ruf als Hi-tech-Architekten neben Richard Rogers und Norman Foster.
Mit der Realisierung der Greene King Brewery ganz in Stahl und Glas bewiesen Hopkins Architects die Anwendbarkeit ihres Konzepts auf Industrieanlagen. Die hohe Nachfrage nach dieser Art des Bauens führte zur Entwicklung des Patera Building Systems.
Nachdem Hopkins Architects zunächst zu den großen Architekten des Hightech-Bauens gezählt wurden, entwickelte das Büro in der Folge Gebäude mit Respekt für gewachsene Strukturen und Materialien und gleichzeitig experimentierte es mit innovativen Materialien. Erstes Beispiel dafür ist der Mound Stand im Lord’s Cricket Ground (1987), bei dem sie die vorhandenen Säulengänge aus Ziegel in den Neubau integrierten und die Überdachung mit weißen Zeltkuppeln aus Planen gestalteten.

### Internationale Projekte
Das erste Gebäude des Büros außerhalb des Vereinigten Königreichs war der Firmensitz des griechischen Bauunternehmens GEK Group in Athen im Jahr 2003, gefolgt vom Shin Marunouchi Tower in Tokio im Jahr 2007. Inzwischen haben Hopkins Architects Gebäude auf vier Kontinenten entworfen. Projekte im Vereinigten Königreich, in den Vereinigten Staaten, Italien, Griechenland, der Türkei, Indien, Japan, den Vereinigten Arabischen Emiraten und Saudi-Arabien sind fertiggestellt oder in der Entwicklung.
Hopkins Architects haben ihren Hauptsitz in Marylebone (London) und betreiben ein weiteres Designstudio in Dubai. Darüber hinaus unterhalten sie Projektbüros in München, Shanghai und Tokio.
Das Architekturbüro wird inzwischen von fünf Partnern geführt.

### Auszeichnungen
Das Architekturbüro hat zahlreiche Preise für seine Arbeit erhalten und stand mehrere Male auf der Shortlist für den Stirling Prize: 2011 für das Lee Valley Velodrome, 2006 für das Evelina Children’s Hospital, 2001 für das Portcullis House und die Westminster Underground Station, und 2022 für 100 Liverpool Street, ein gemischt genutztes Projekt für British Land in der Londoner City. Die Gründer wurden 1994 mit der Royal Gold Medal des Royal Institute of British Architects geehrt. Michael Hopkins wurde 1994 für seine Verdienste in der Architektur zum Commander des Order of the British Empire (CBE) ernannt und zum Knight Bachelor geadelt. Er ist 2023 verstorben. Patty Hopkins wurde 2024 zum Officer des Order of the Britisch Empire (OBE) ernannt.

## Projekte (Auswahl)
Die meisten Bauten wurden im Vereinigten Königreich realisiert, es sei denn, es steht ein anderes Land beim Eintrag. Die Bauten sind thematisch in der Reihenfolge ihrer Fertigstellung aufgelistet.

### Wohngebäude
- 1976: Hopkins House, London[13]
- 2008: Villas in Emirates Hills, Dubai, Vereinigte Arabische Emirate[14]
- 2022: University of London: Urbanest City, Studierendenwohnheim, London[15]

### Bürogebäude, Hotels und kommerzielle Nutzung
- 1980: Greene King Brewery, Bury St. Edmunds
- 1985: Schlumberger Gould Research Centre, Forschungszentrum von Schlumberger, Cambridge[16]
- 1992: Bracken House, Renovierung und Erweiterung eines denkmalgeschützten Bürogebäudes für Obayashi Corporation Europe, London[17]
- 2004: Wellcome Trust: Gibbs Building, Bürogebäude, London[18]
- 2007: Shin-Marunouchi Tower, Hochhaus für gemischte Nutzung, Tokio, Japan[19]
- 2008: Dubai International Financial Centre: Gate Village, Dubai, Vereinigte Arabische Emirate[20]
- 2013: Living Planet Centre, Sitz von WWF-UK, Woking[21]
- 2018: Tokyo Midtown Hibiya Tower, Ginza, Tokio, Japan[22]
- 2020: 100 Liverpool Street, Firmensitz von Britisch Land, London[23]
- 2020: Thematische Bereiche der Expo 2020, Planung des Geländes und Gestaltung der Wege, Dubai, Vereinigte Arabische Emirate[24]
- 2022: 25Hours Hotel Dubai, Vereinigte Arabische Emirate[25]
- 2023: The Peninsula London, Luxushotel, London[26]

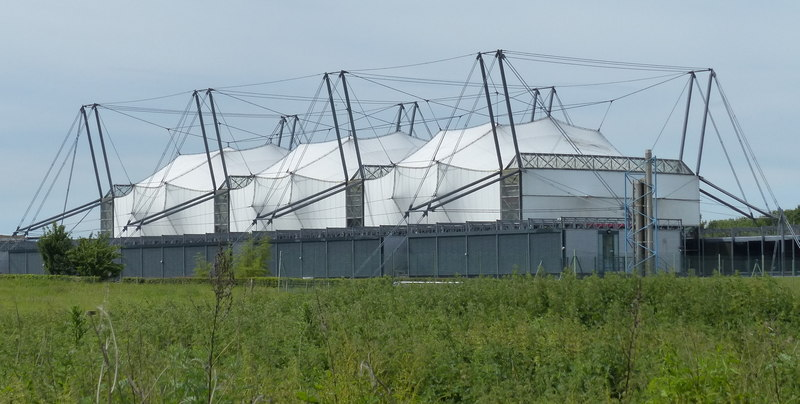
Schlumberger Cambridge Research Center 1985
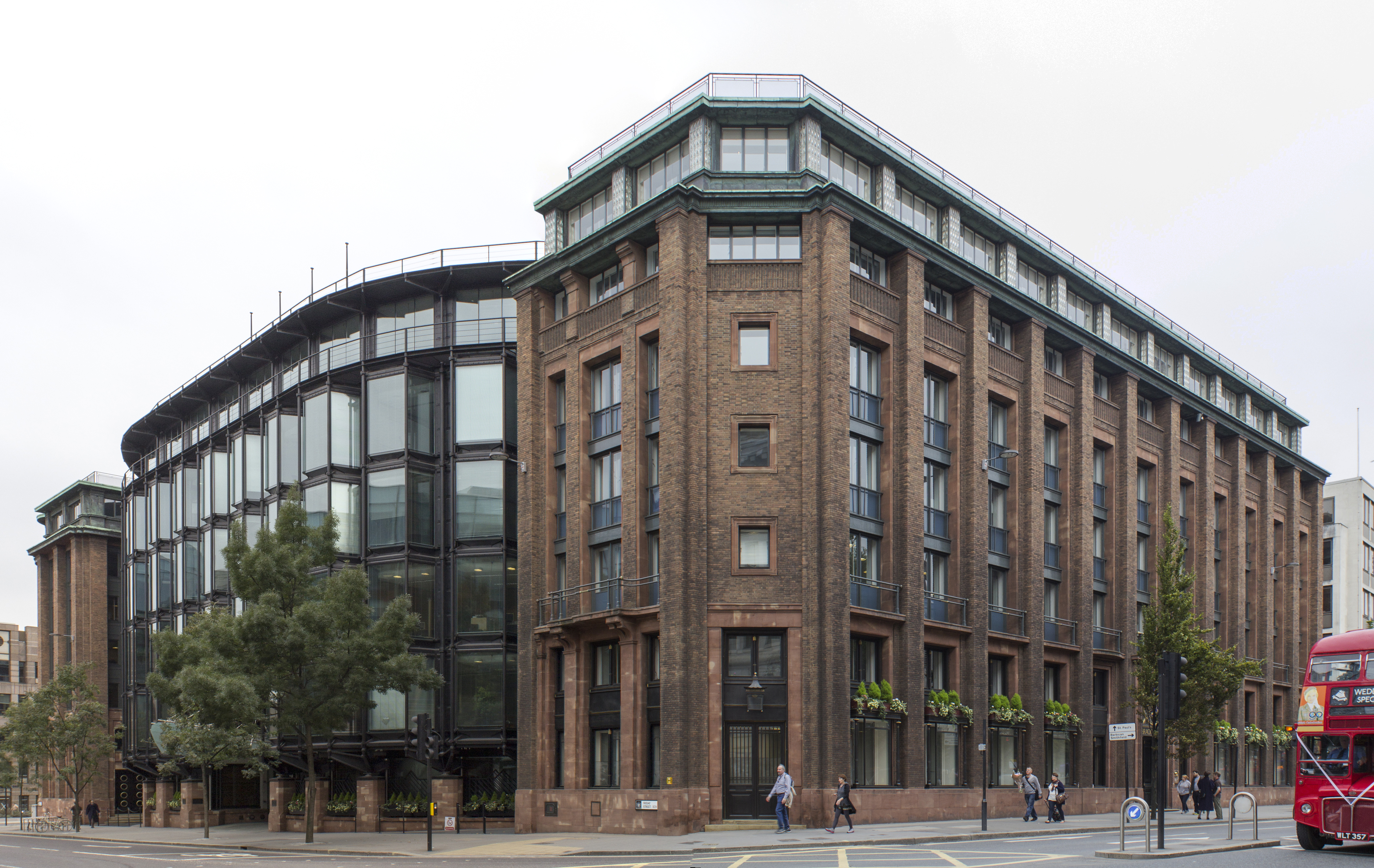
Bracken House 1992
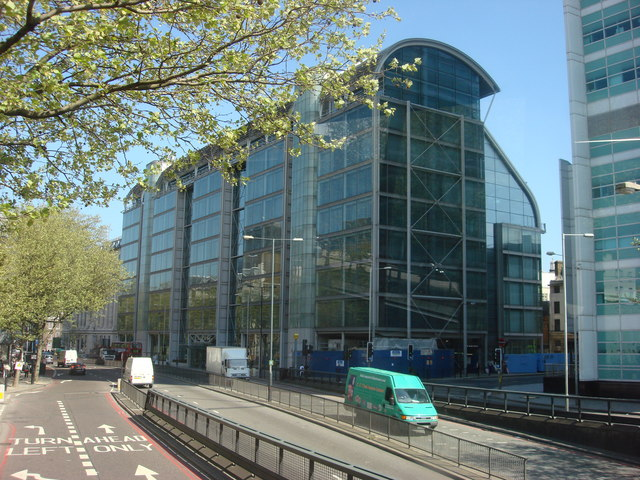
Gibbs Building 2004
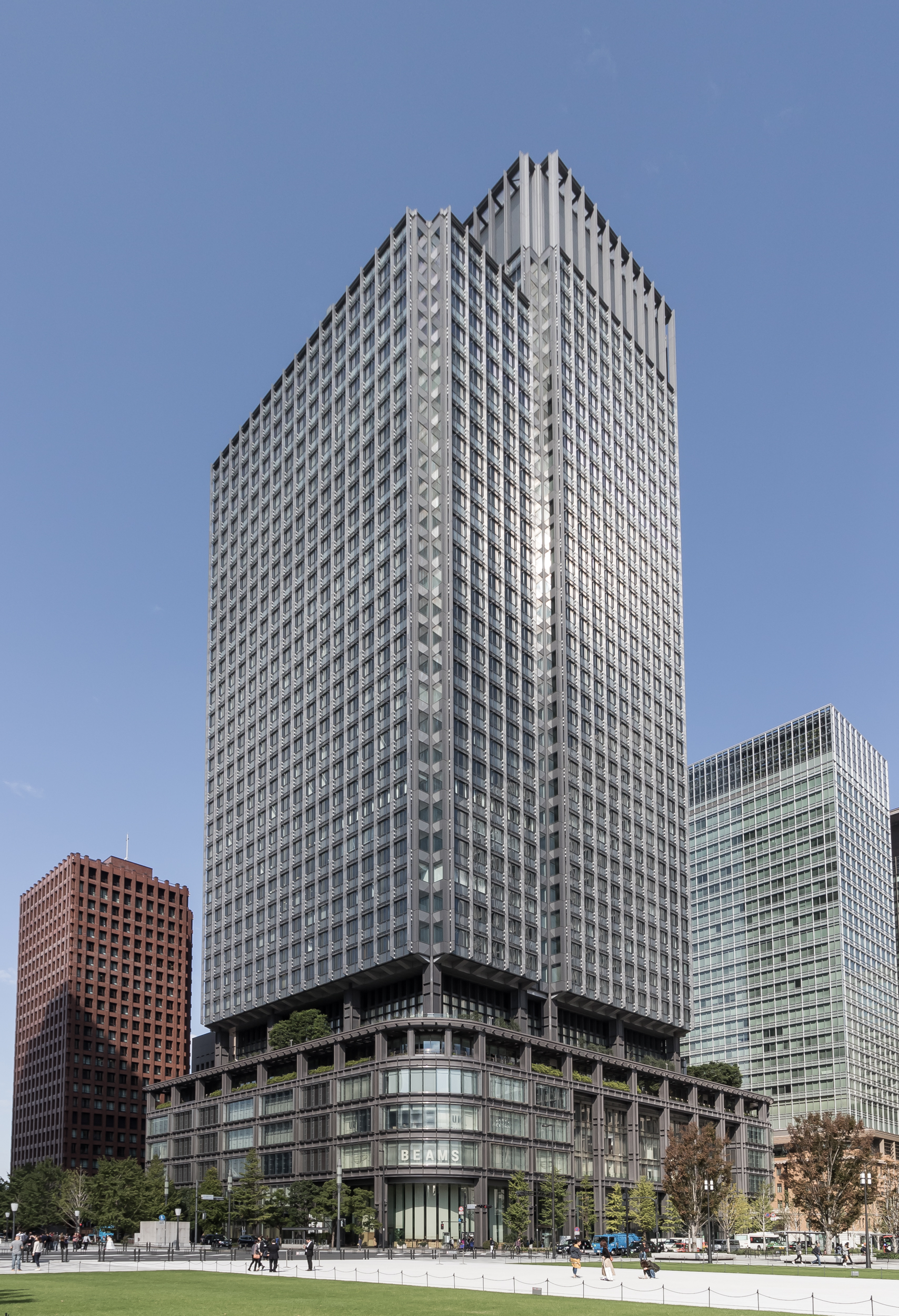
Shin-Marunouchi Tower 2007
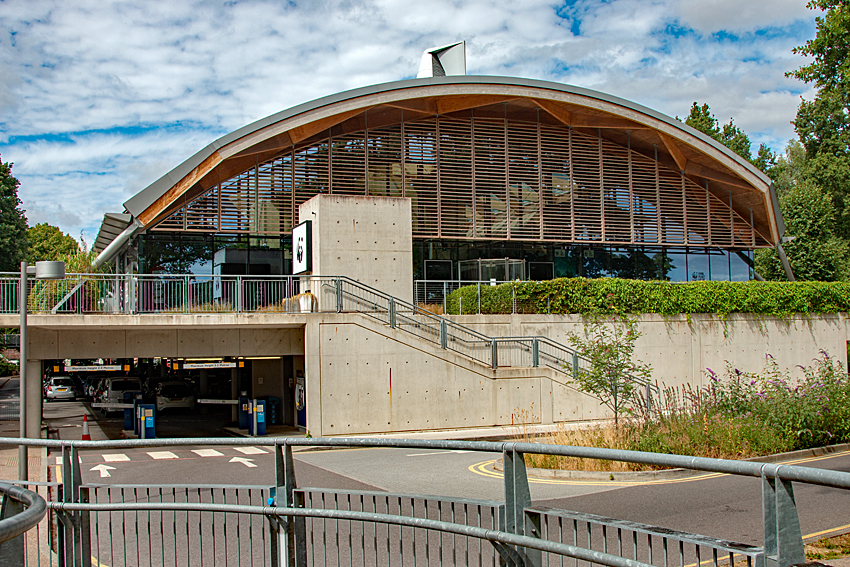
Living Planet Centre des WWF 2013
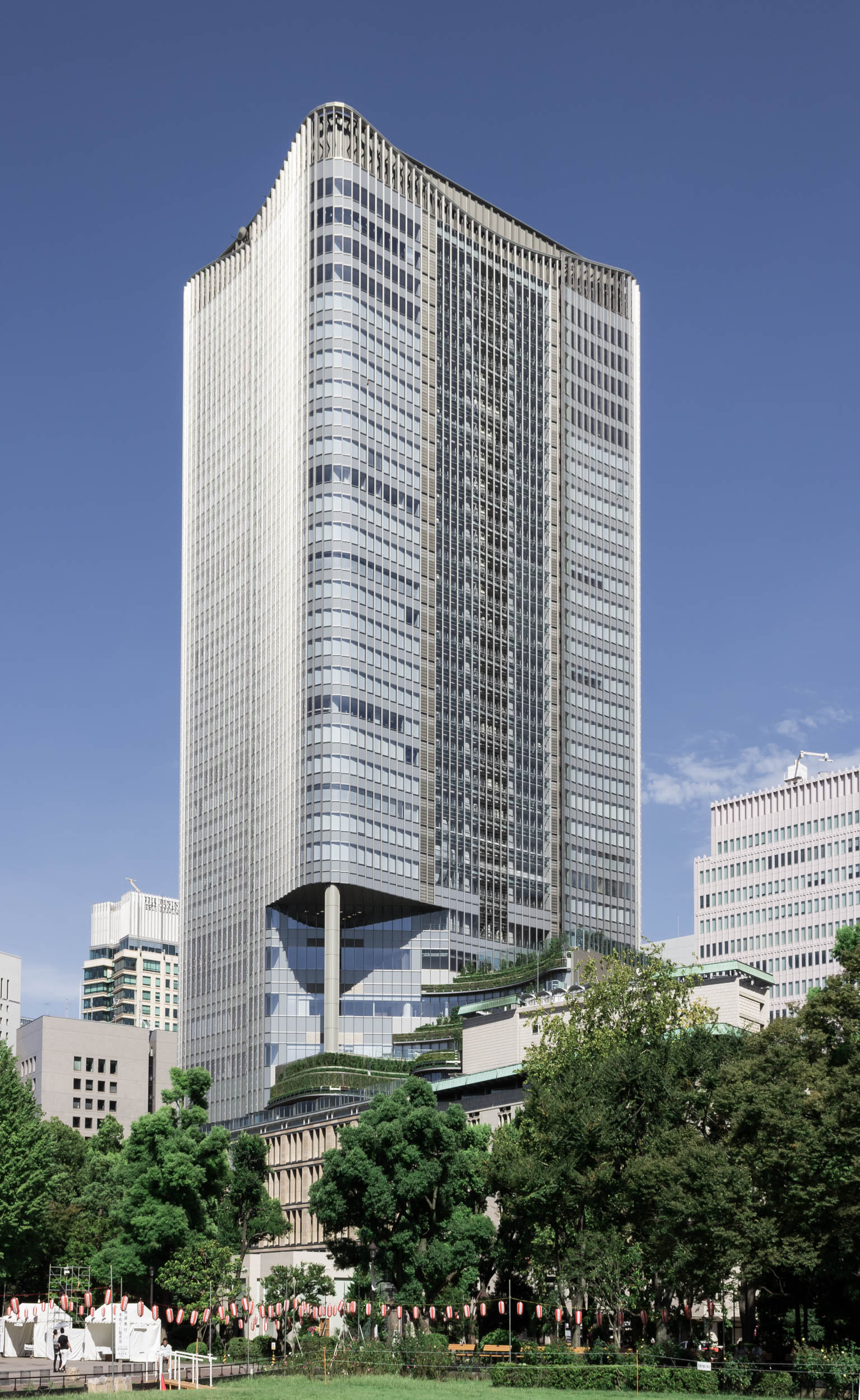
Tokyo Midtown Hibiya Tower 2018
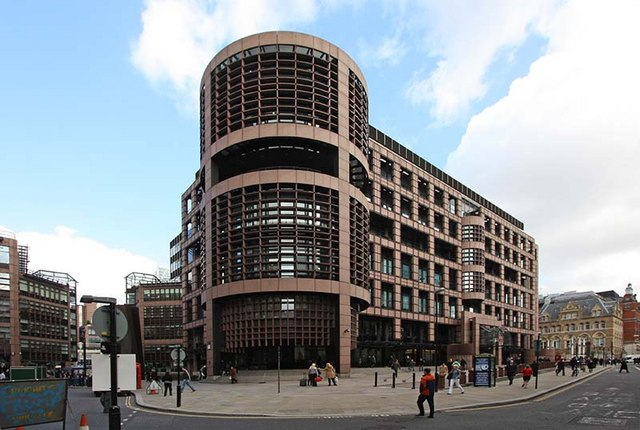
100 Liverpool Street 2020
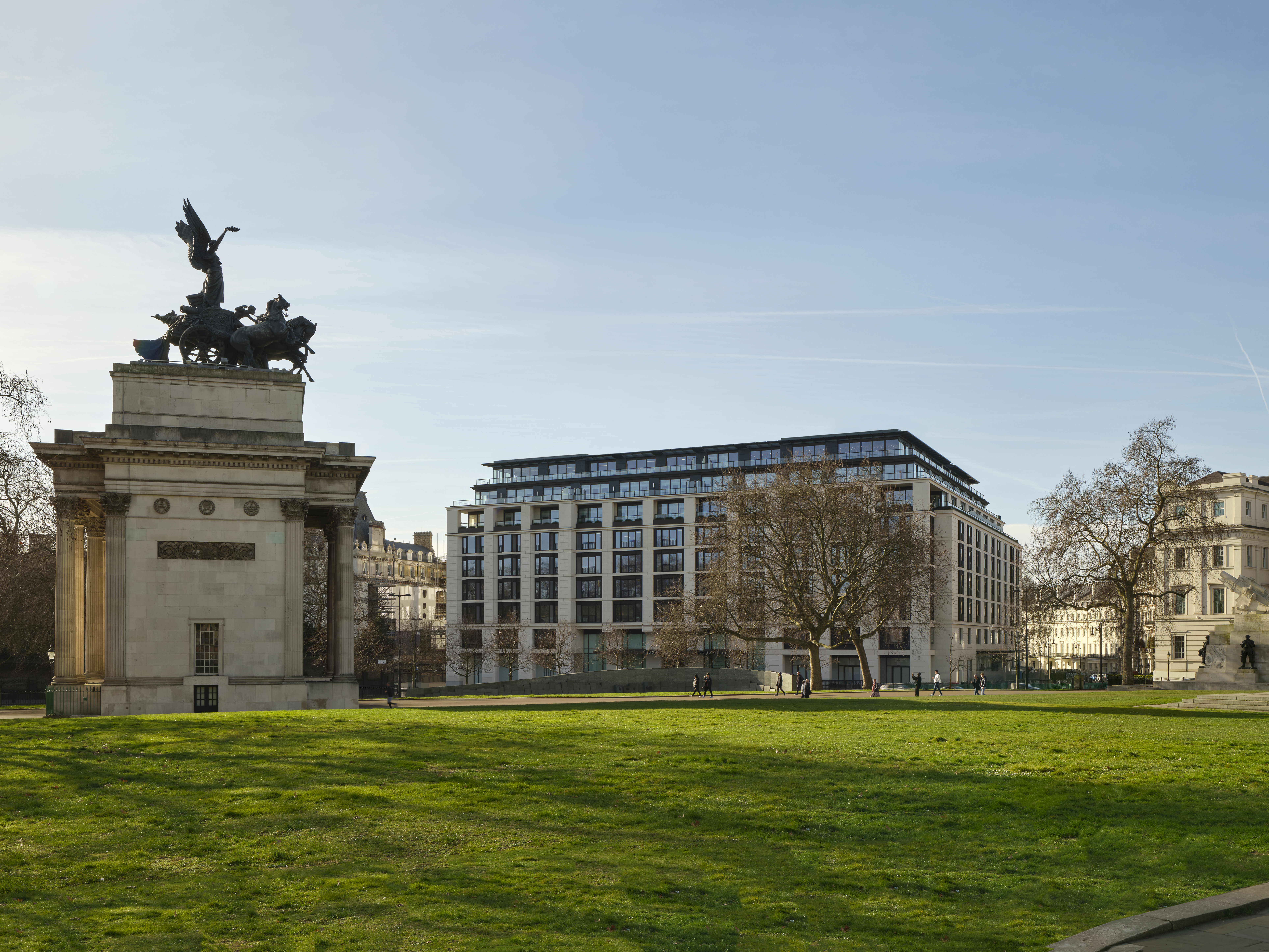
The Peninsula London 2023

### Sportstätten
- 1987: Lord’s Cricket Ground: Mound Stand, London, Vereinigtes Königreich[27]
- 2007: Lawn Tennis Association: National Tennis Centre, Roehampton, Vereinigtes Königreich[28]
- 2011: Lee Valley Velodrome, London, Vereinigtes Königreich[29]
- 2012: Maharashtra Cricket Association Stadium, Pune, India[30]
- 2022: All England Lawn Tennis Club: Somerset Road Courts, Wimbledon[31]
- 2024: Eton College: Eton College Sports & Aquatics Centre (ESAC), Windsor, Vereinigtes Königreich[32]

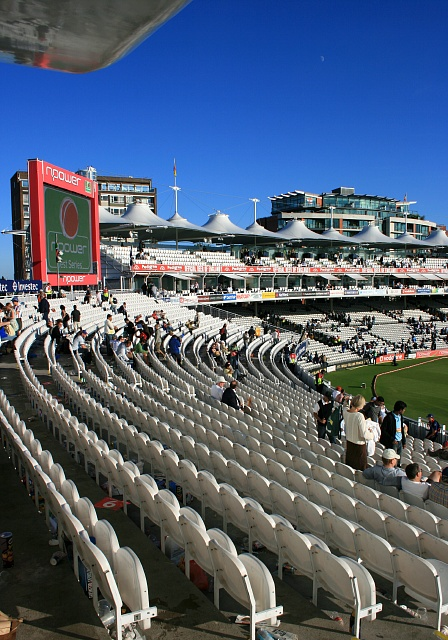
The Mound Stand (Hintergrund), Lord’s Cricket Ground 1987
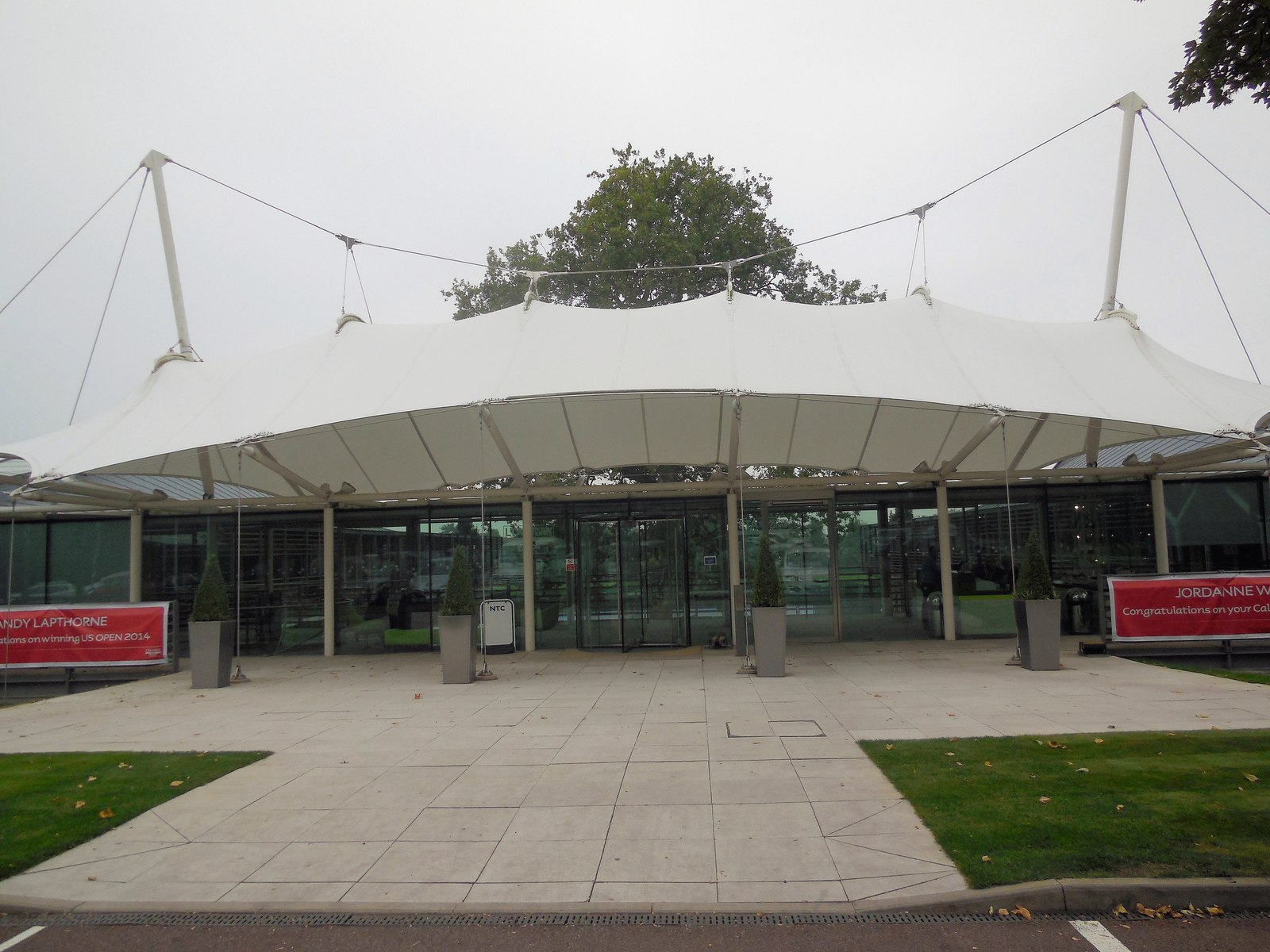
Eingang zum National Tennis Center der Lawn Tennis Association 2007
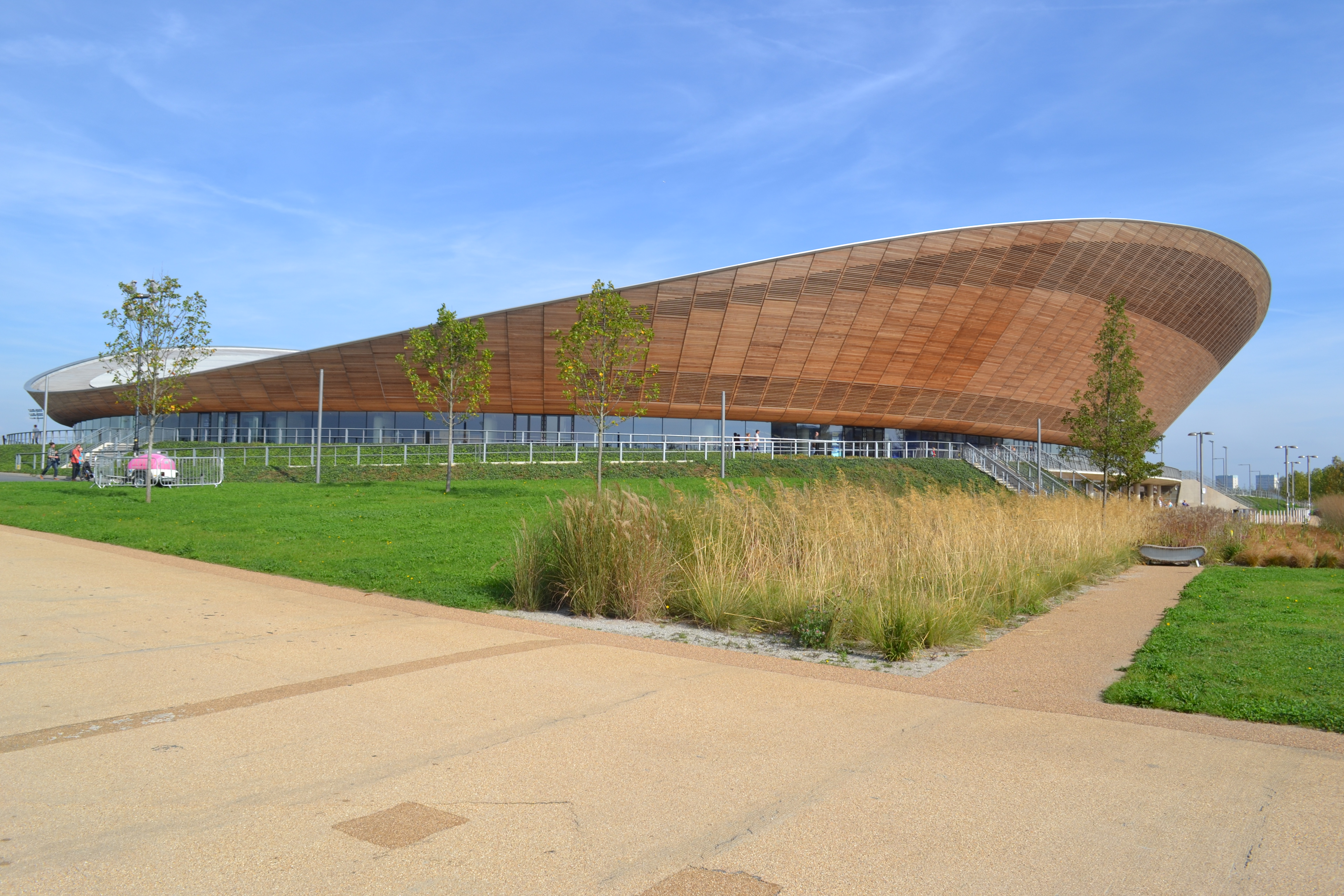
Lee Valley Velodrome 2011
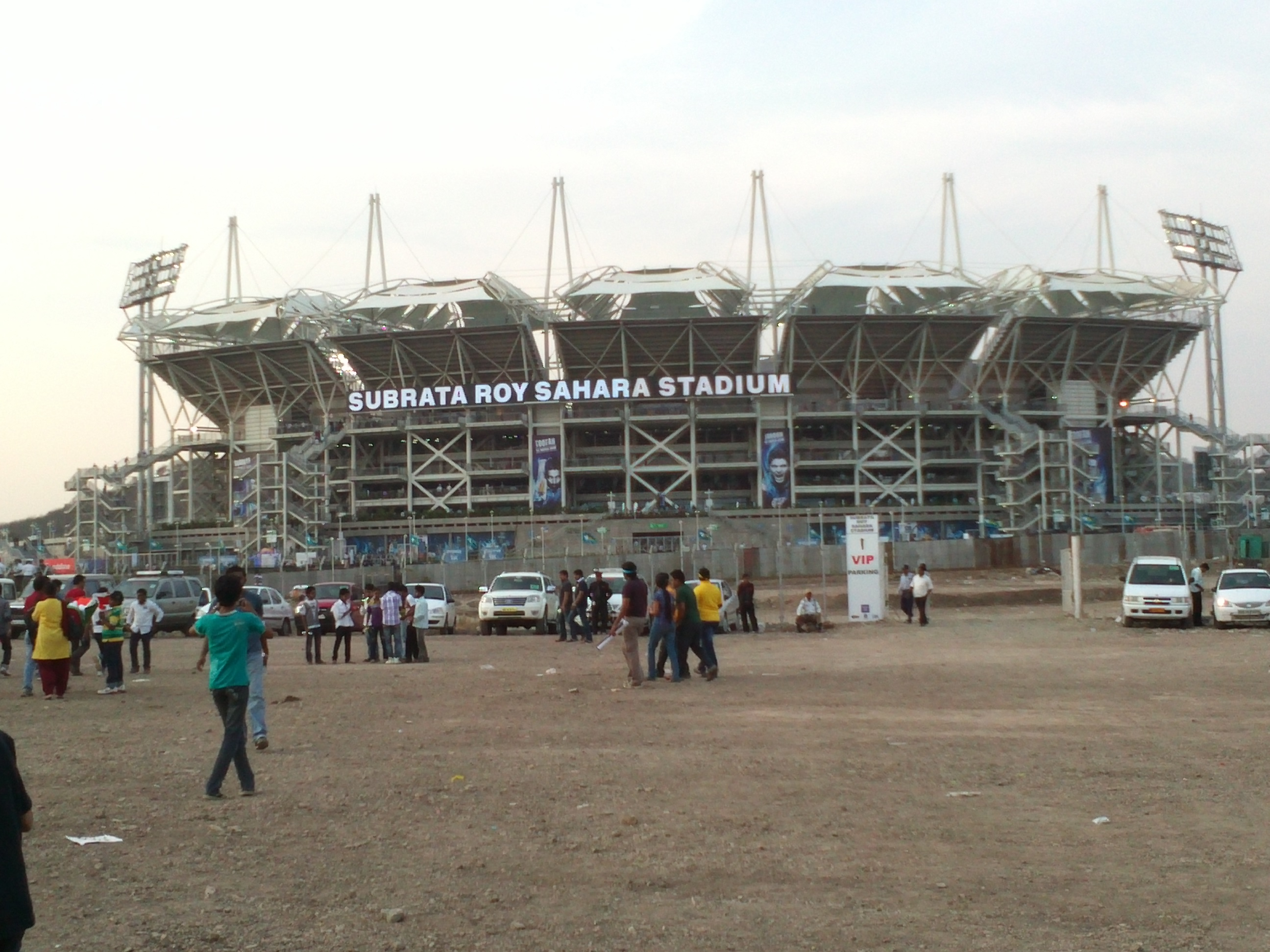
Maharashtra Cricket Association Stadium 2012

### Kultureinrichtungen
- 1994: Glyndebourne Opera House, Renovierung und Einbeziehung einer denkmalgeschützten Hauses in eine moderne Kulturstätte, Sussex[33]
- 2001: The Forum, Bürgerzentrum, Norwich[34]
- 2007: Wellcome Trust: Wellcome Collection, Renovierung und Umwidmung von 182 Euston Road in Ausstellungsräume, London[35]
- 2009: Norwich Cathedral: Besucherzentrum und Gaststätte, Schulungs- und Ausstellungsräume, Norwich[36][37][38]
- 2012: St. George’s Theatre, Renovierung und Umwidmung der denkmalgeschützten St. George’s Chapel in ein Theater, Great Yarmouth[39]

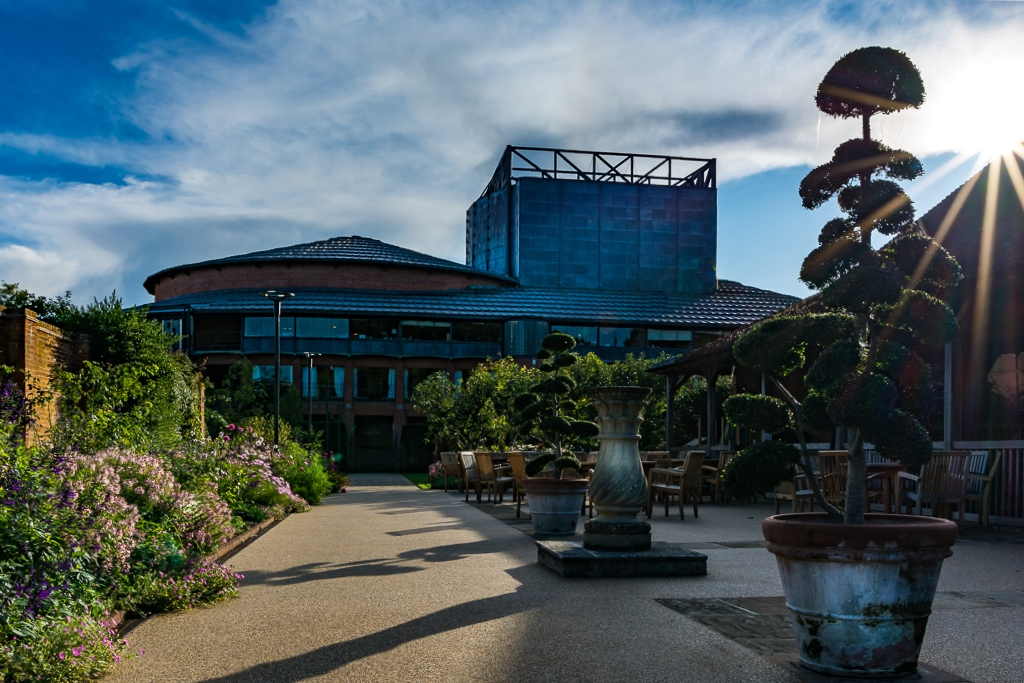
Glyndebourne Opera House, Eingang 1994
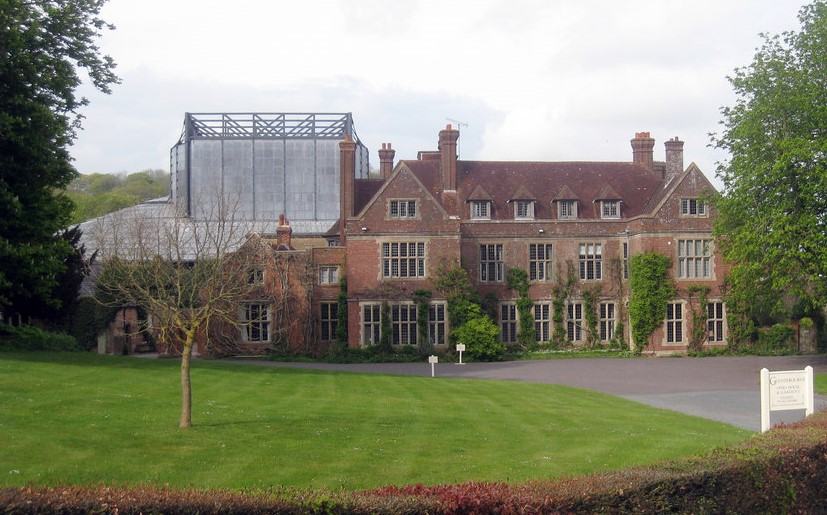
Glyndebourne Opera House, Seitenansicht 1994
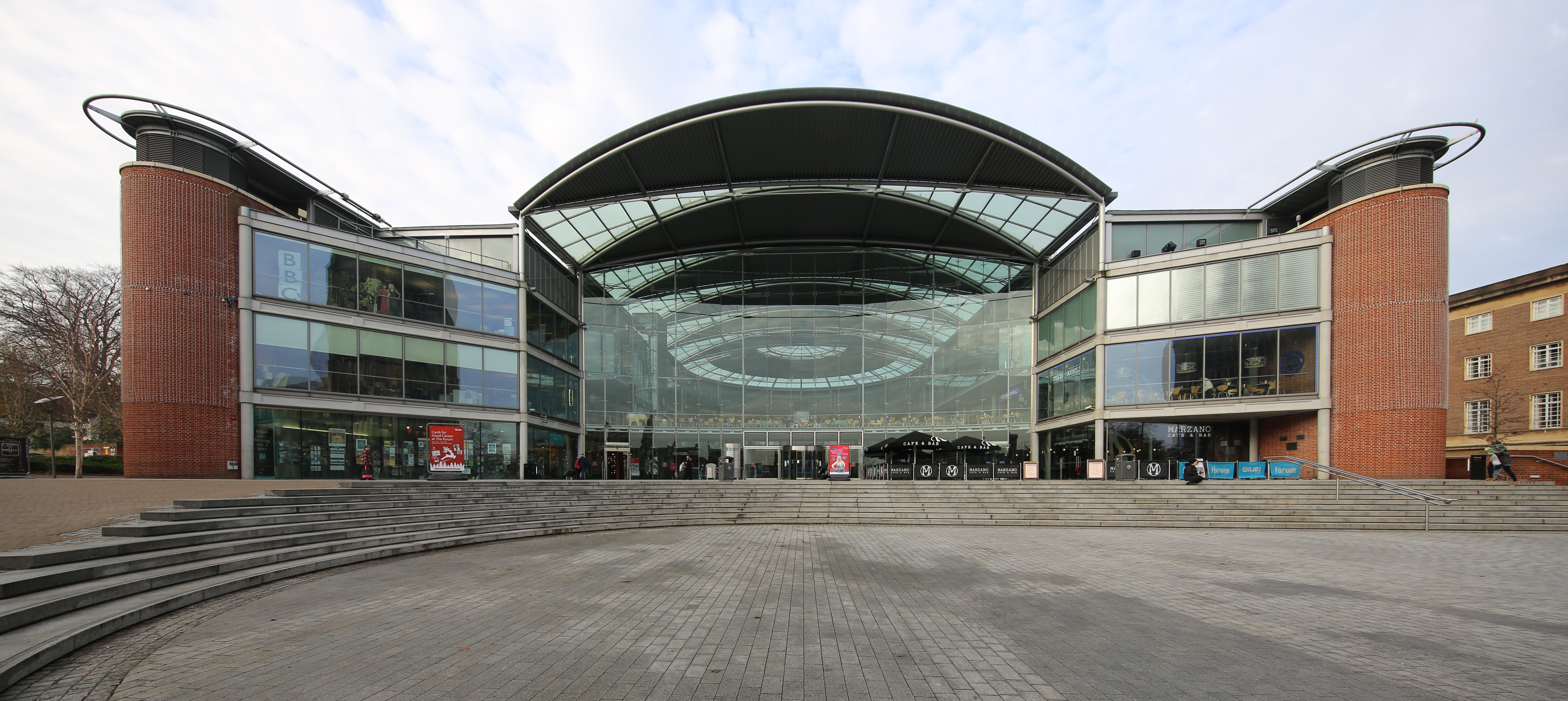
The Forum Norwich 2001
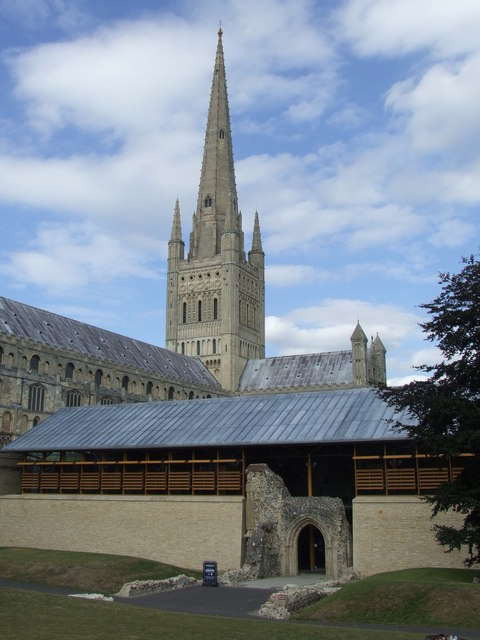
Norwich Cathedral mit neuem Besucherzentrum 2009
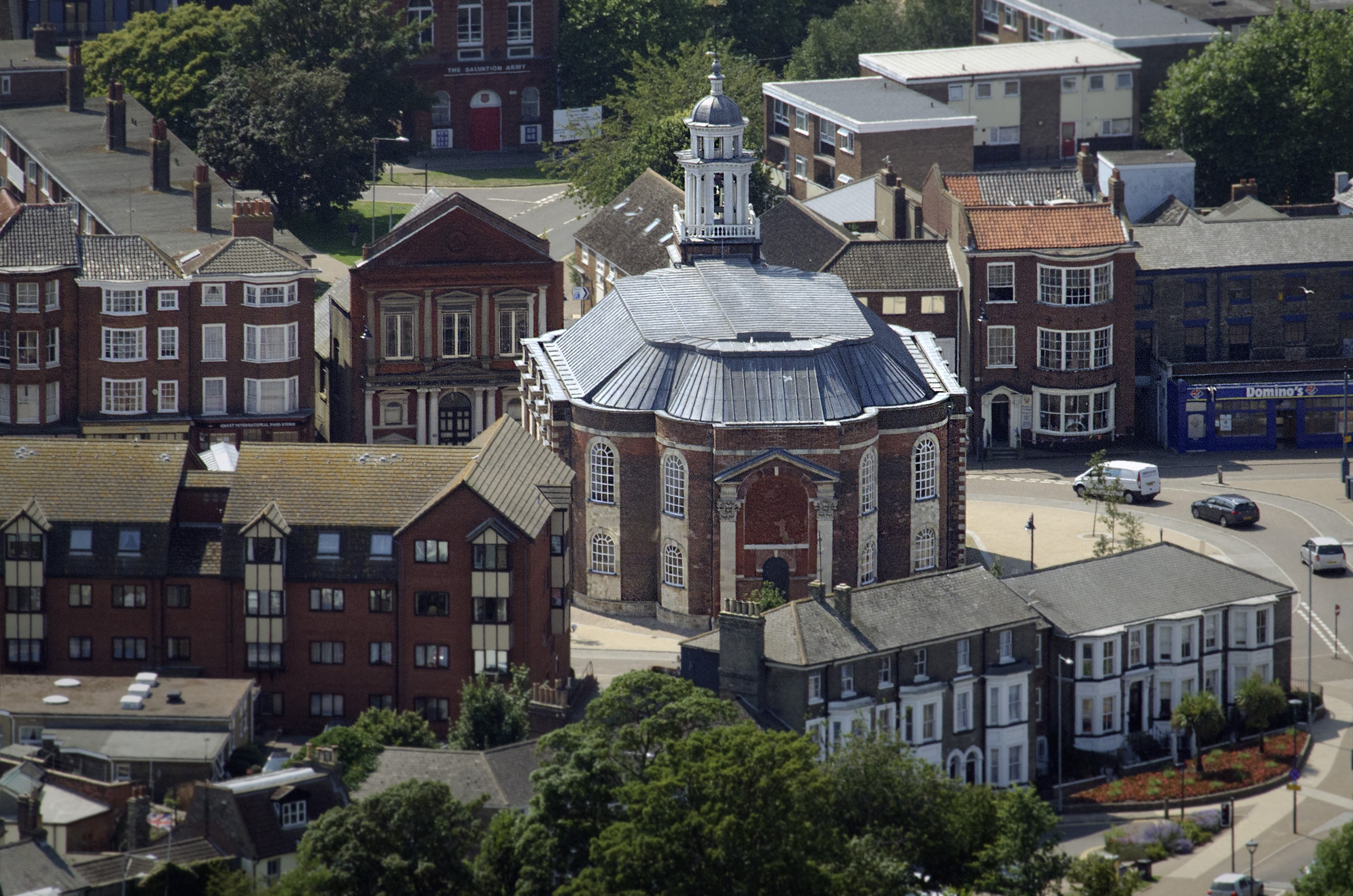
St. George’s Theatre im Stadtensemble 2012

### Bildungseinrichtungen
- 1995: University of Cambridge: Queen's Building, Emmanuel College, Cambridge, Vereinigtes Königreich[40]
- 1999: University of Nottingham: Jubilee Campus, Umbau einer ehemaligen Fahrradfabrik in einen Universitätscampus für 2.500 Studenten, Nottingham, Vereinigtes Königreich[41][42]
- 2009: Nottingham Trent University: Newton and Arkwright Buildings, Nottingham, Vereinigtes Königreich[43]
- 2009: Yale University: Kroon Hall, School of Forestry & Environmental Studies, New Haven, Connecticut, Vereinigte Staaten[44]
- 2010: Rice University: South Colleges, Duncan and McMurtry Colleges Houston, Texas, Vereinigte Staaten[45][46]
- 2010: Princeton University: Frick Chemistry Laboratory, New Jersey, Vereinigte Staaten[47]
- 2013: University of East London: Stratford Library, London, Vereinigtes Königreich[48]
- 2014: Bryanston School: The Tom Wheare Music School, Dorset, Vereinigtes Königreich
- 2018: King’s College London: Music School, Wimbledon, Vereinigtes Königreich
- 2018: Harvard University: Smith Campus Center, Massachusetts, Vereinigte Staaten
- 2021: University College London: Pears Building, Institut für Immunität und Transplantation, London[49]
- 2022: University of Bath: School of Management, Bath, Vereinigtes Königreich[50]
- 2022: University of Birmingham in Dubai, Vereinigte Arabische Emirate[51]
- 2023: Haileybury College: Scitech Building, Institut für Naturwissenschaft und Technik, Hertfordshire, Vereinigtes Königreich[52]

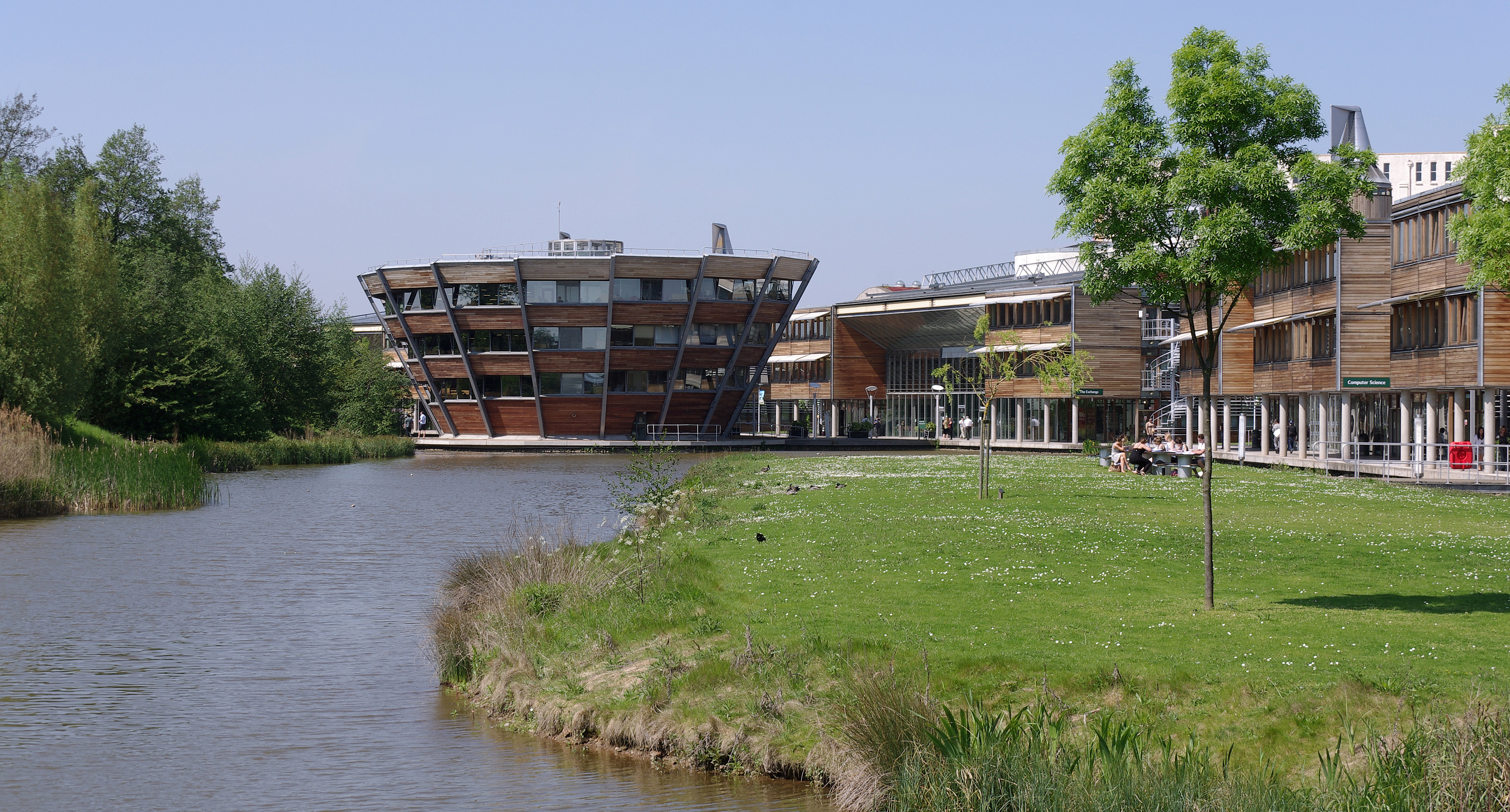
University of Nottingham: Jubilee Campus 1999
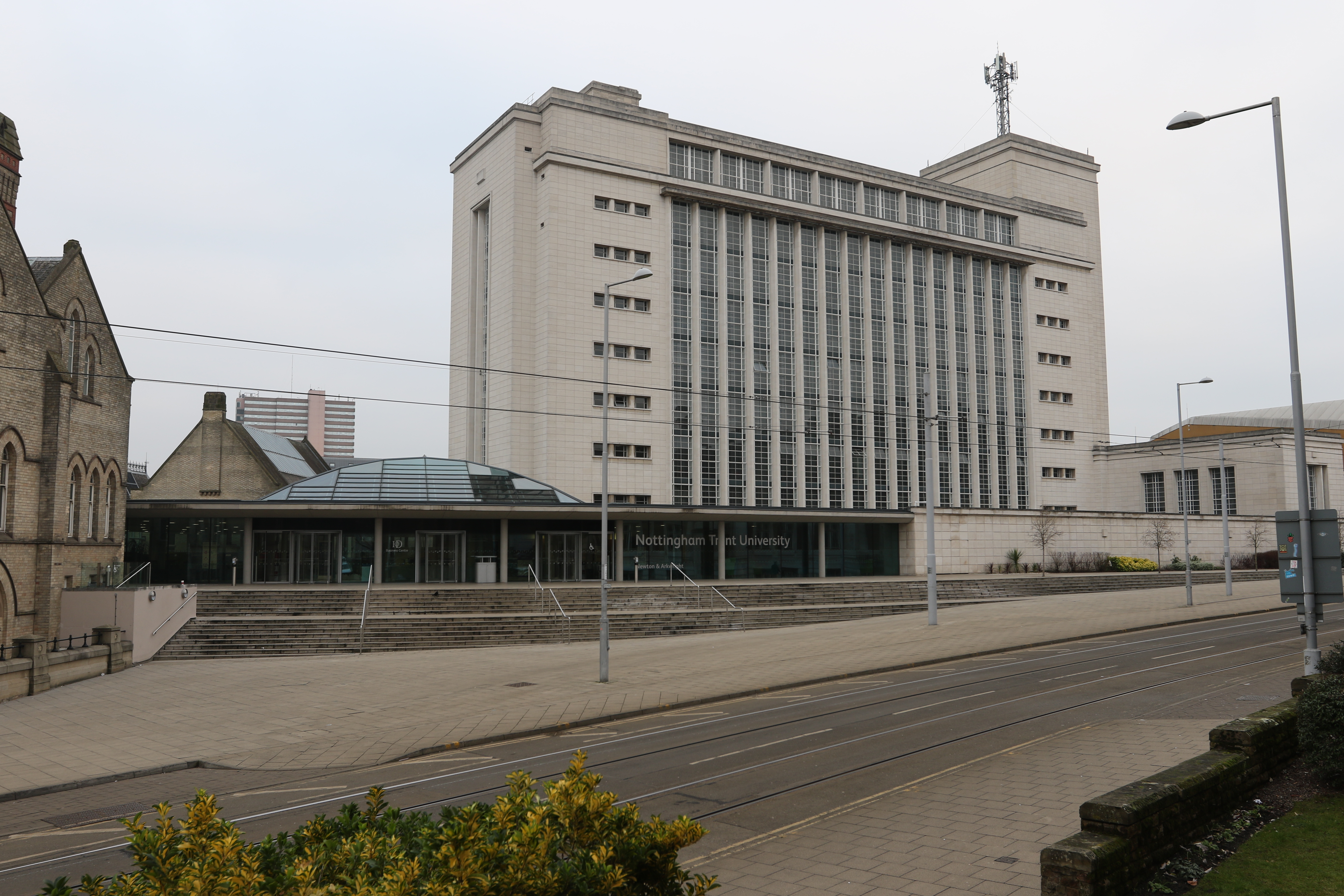
Nottingham Trent University: Erweiterung vor dem Newton Building 2009
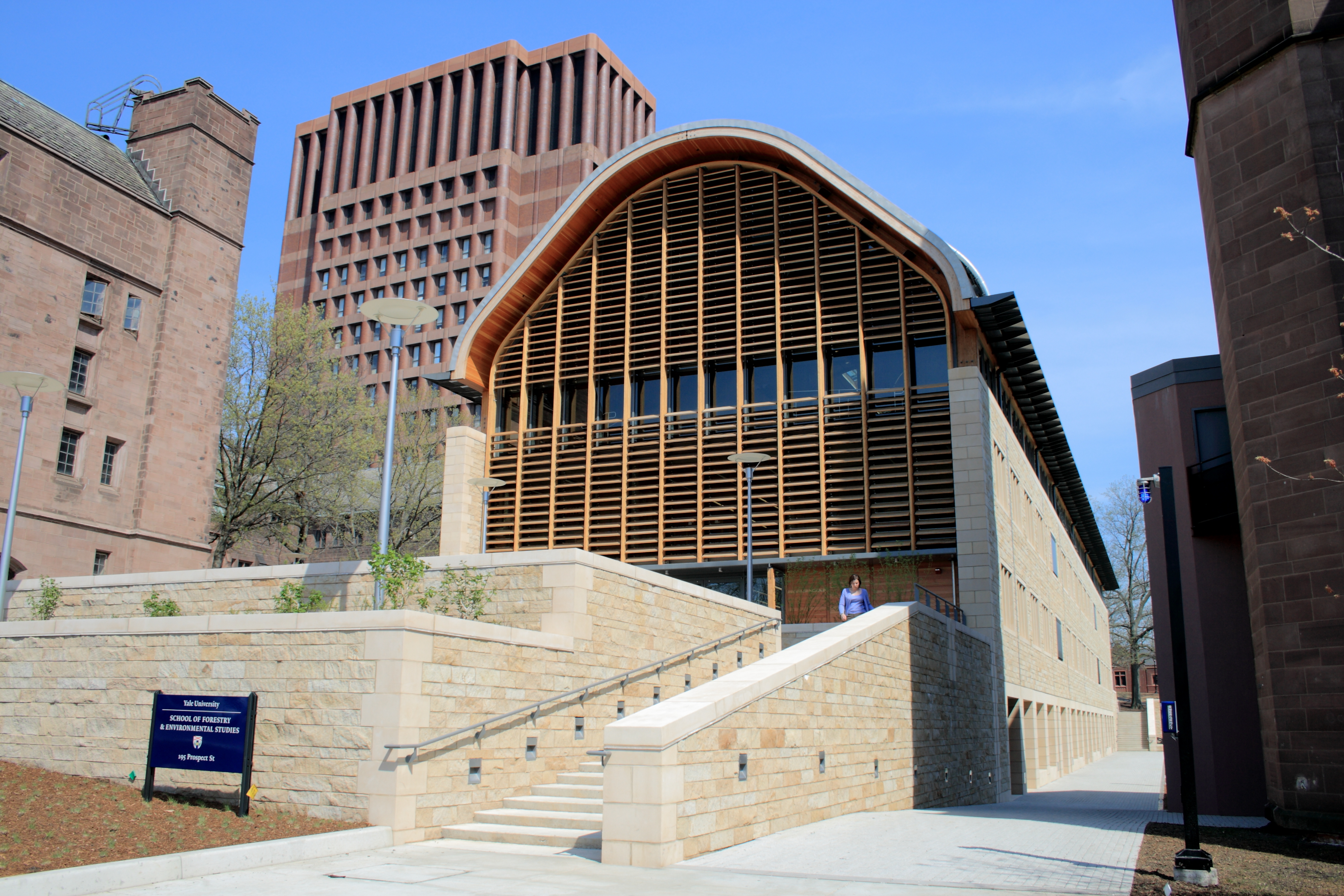
Yale University, Kroon Hall 2009
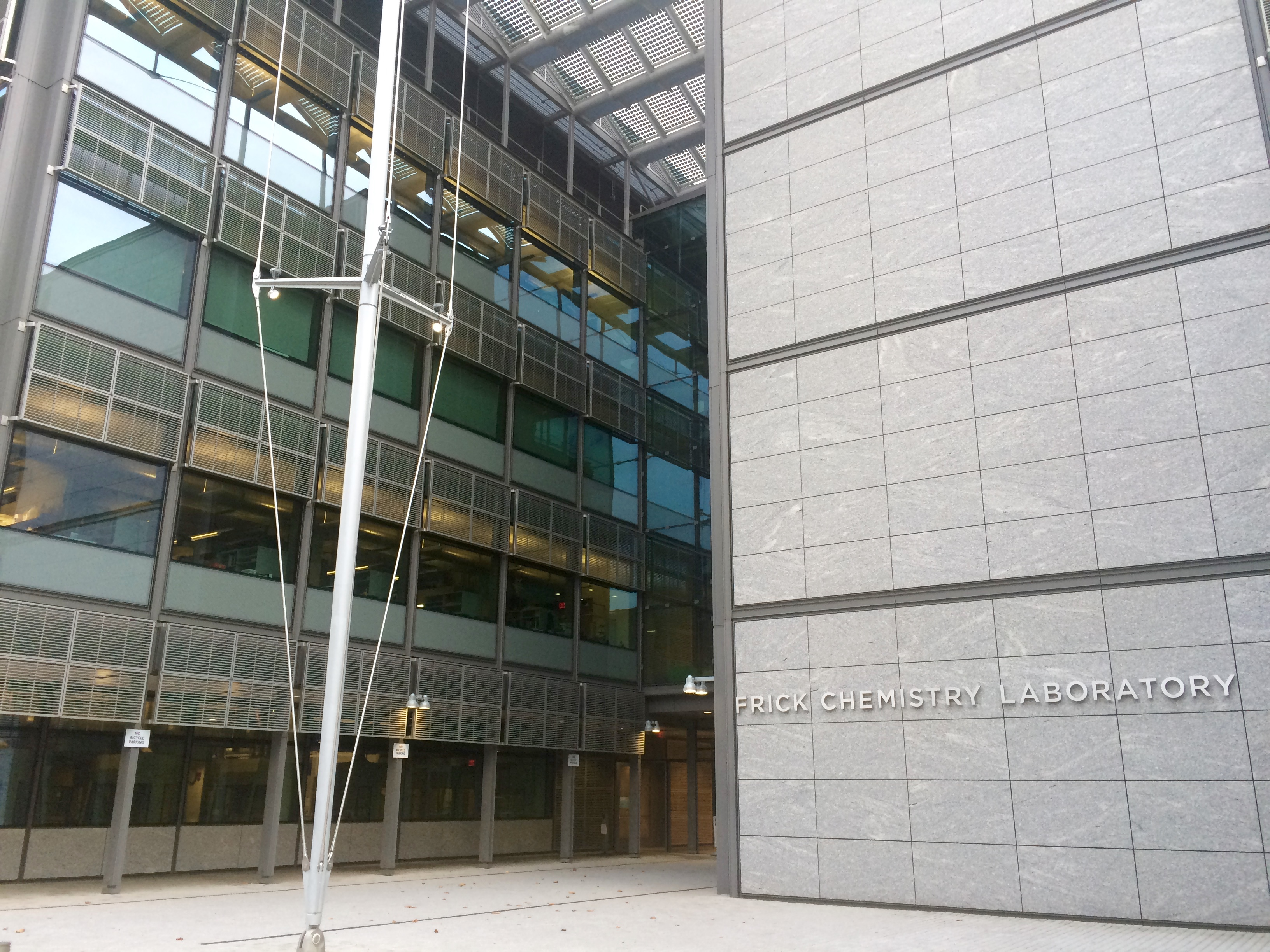
Princeton University: Frick Chemistry Laboratory 2010
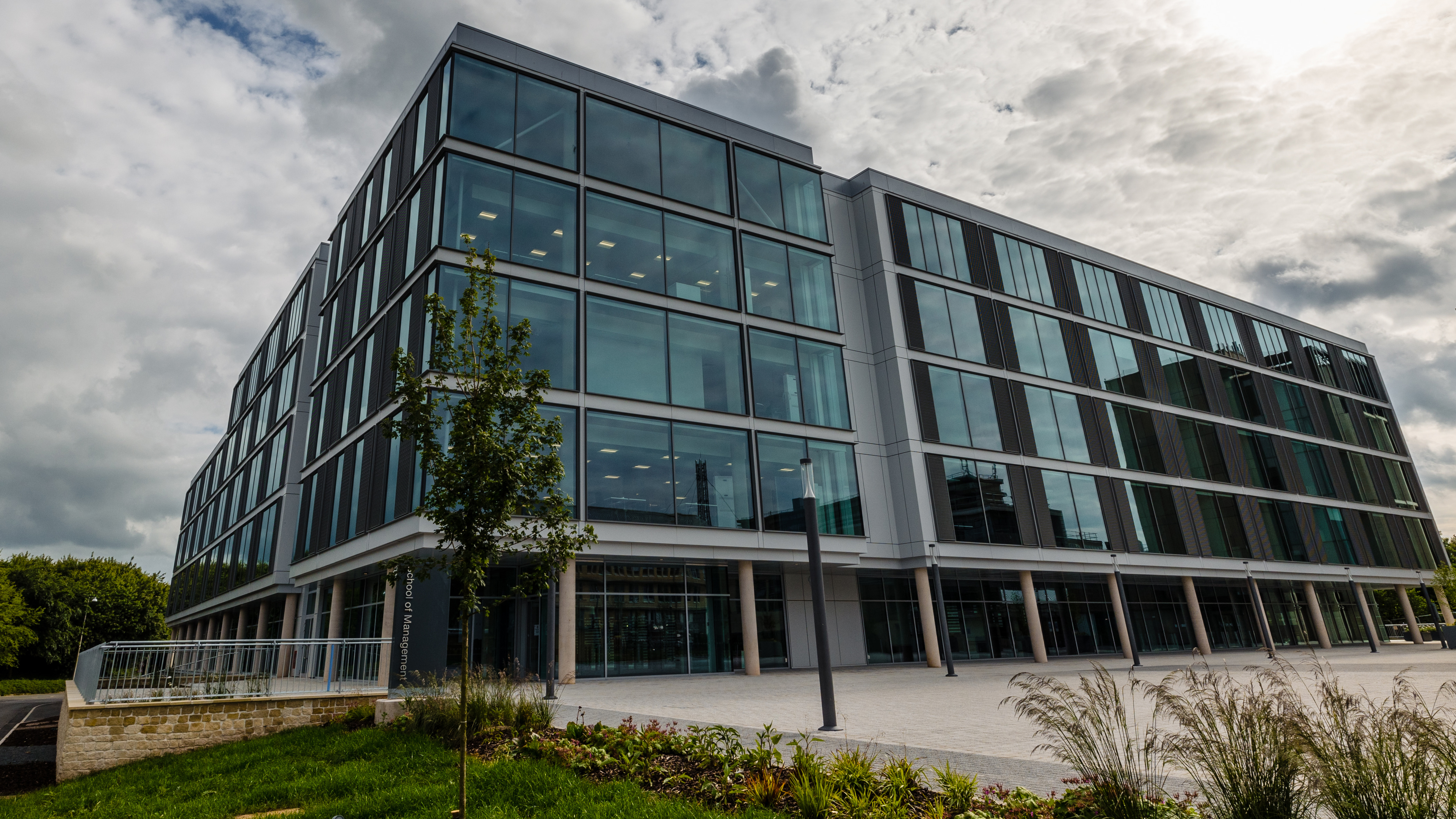
University of Bath: School of Management 2022

### Naturkundeeinrichtungen
- 1999: Our Dynamic Earth, Naturwissenschaftliches Zentrum und Planetarium, Edinburgh
- 2019: Khor Kalba Turtle and Wildlife Sanctuary, Kalba Mangrove Reserve, Vereinigte Arabische Emirate[53]
- 2019: Burhais Geology Park Interpretive Centre, Sharjah, Vereinigte Arabische Emirate[54]

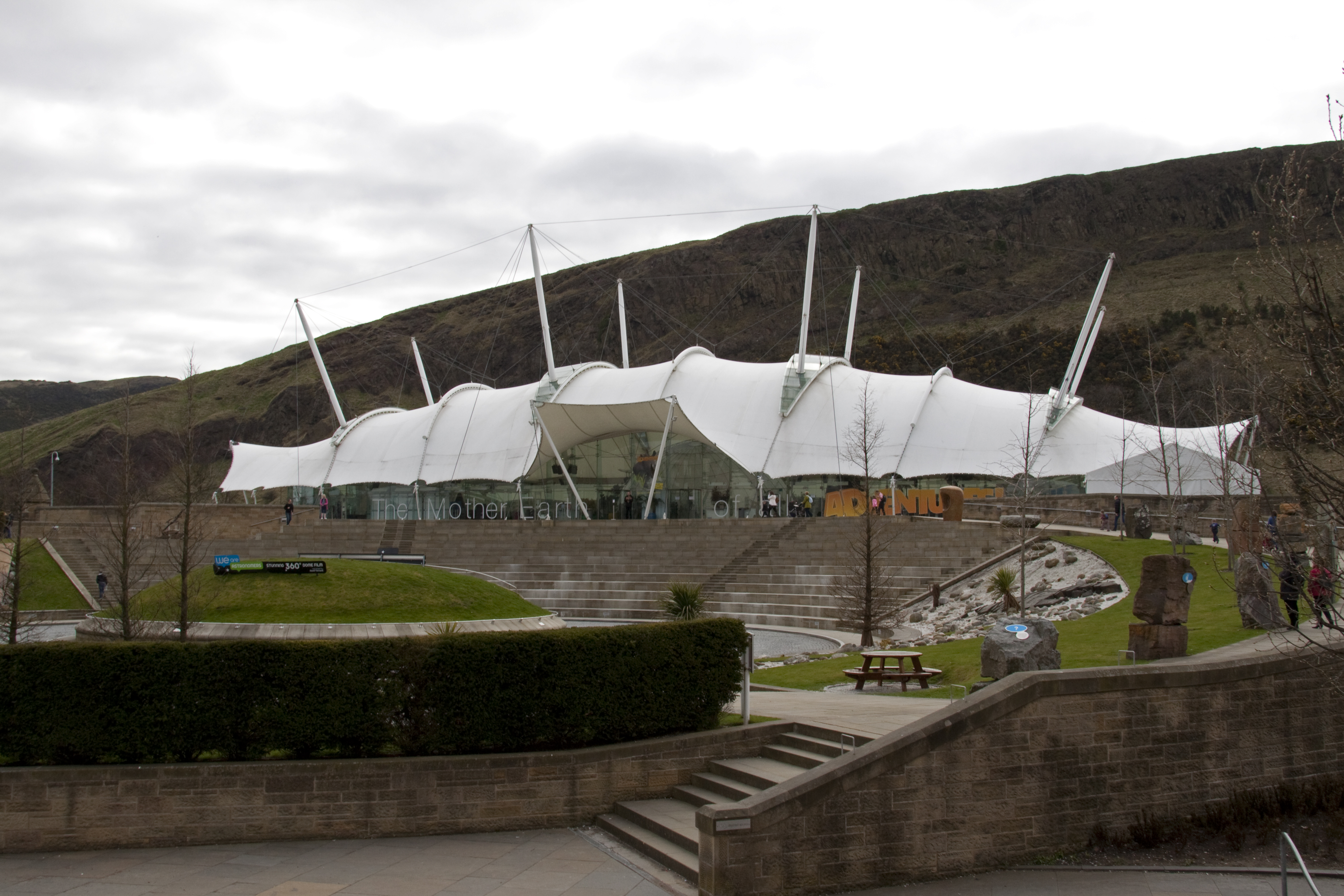
Our Dynamic Earth 1999
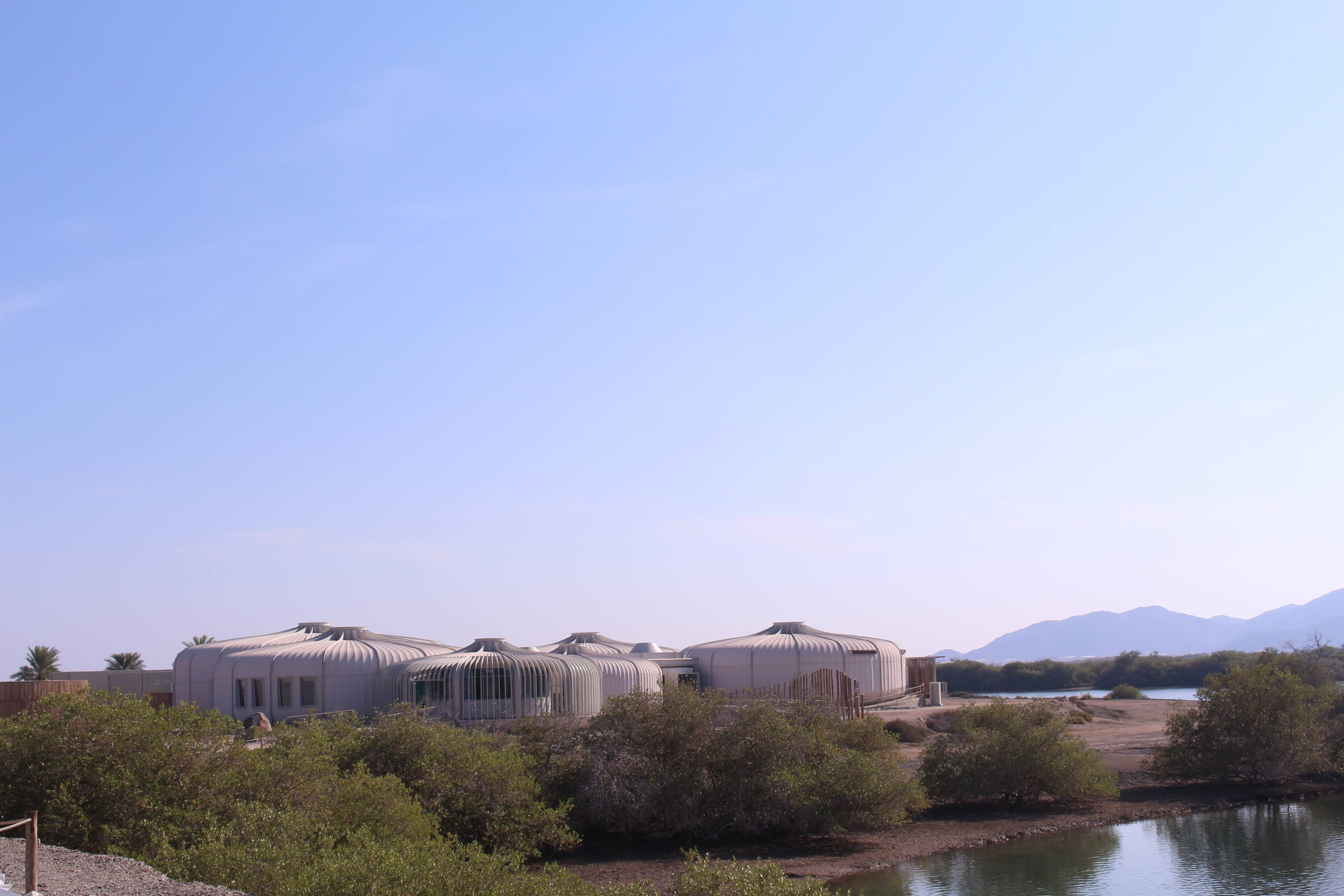
Khor Kalba Turtle and Wildlife Sanctuary 2019

### Öffentliche Einrichtungen
- 1994: Inland Revenue Centre, Bürogebäude von Inland Revenue, Nottingham[55]
- 2001: Portcullis House, Neues Parlamentsgebäude, London[56]
- 2001: Westminster Underground Station, London[57]
- 2013: Brent Civic Centre, Bürgerzentrum, London Borough of Brent[58]

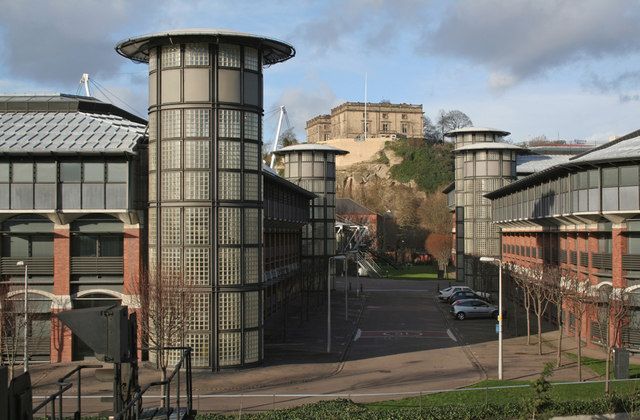
Inland Revenue Nottingham 1994
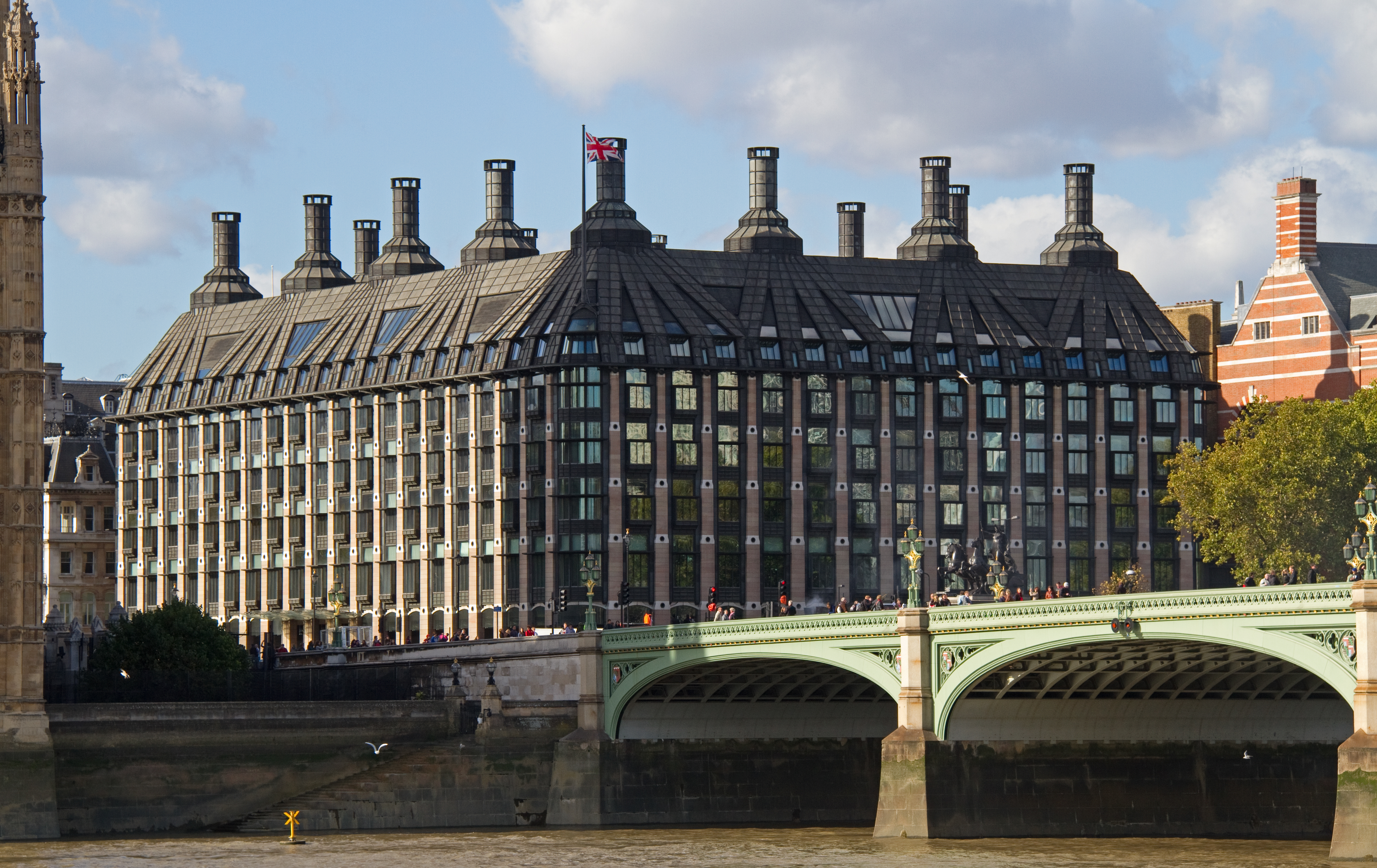
Portcullis House 2001
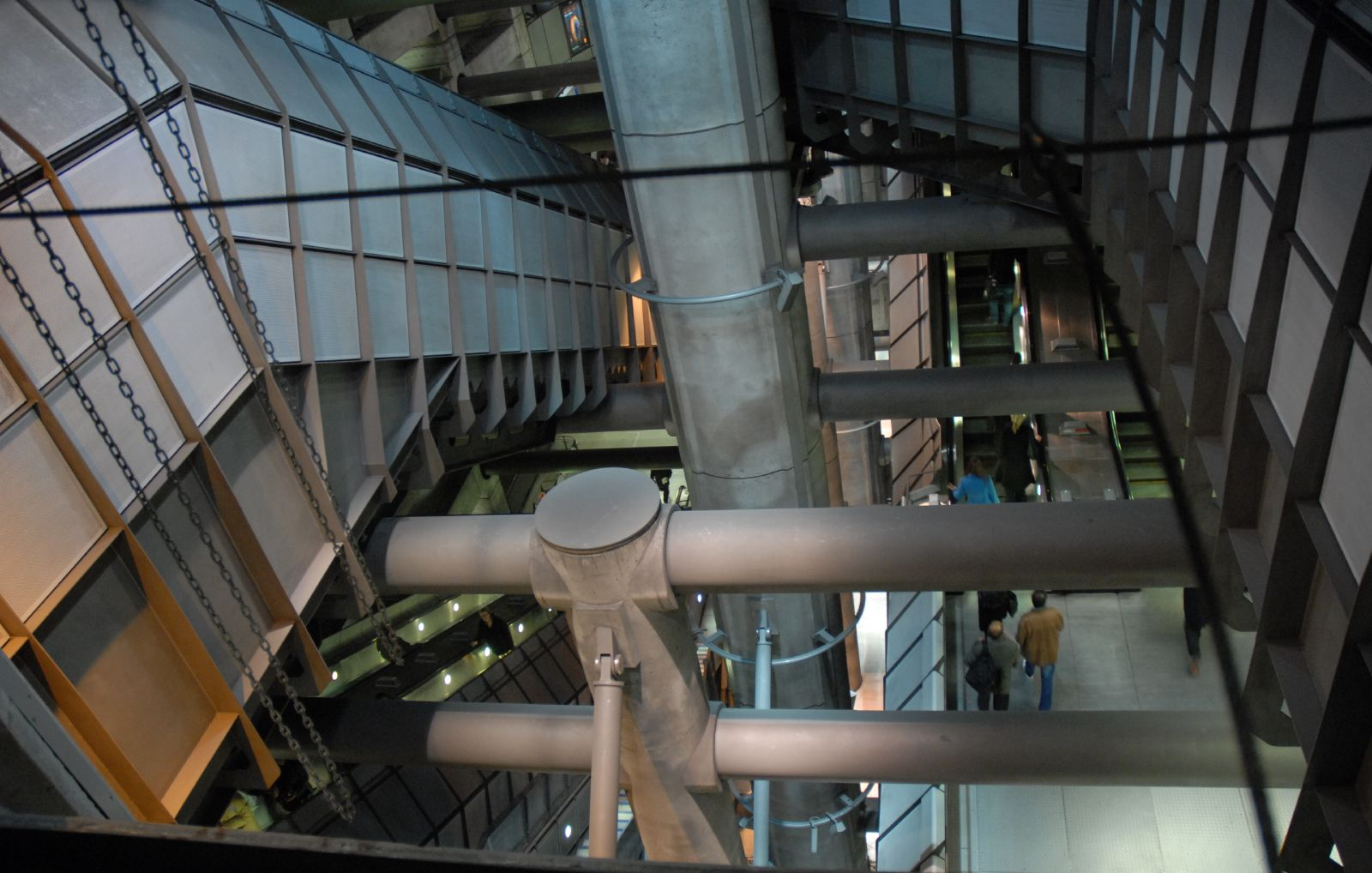
Westminster Underground Station 2001
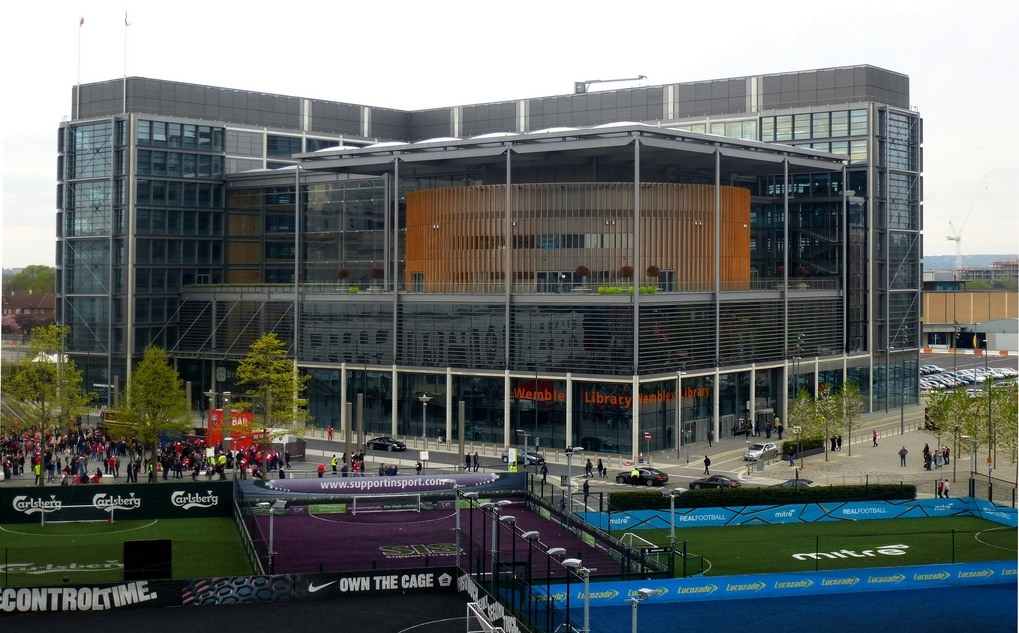
Brent Civic Center 2013

### Krankenhäuser
- 2006: Evelina Children’s Hospital, London[59][60]
- 2012: University College Hospital: Macmillan Cancer Centre, London[61]
- 2015: St Thomas’ Hospital: East Wing, London[62]
- 2018: Alder Hey Children’s Hospital: Institute in the Park, Liverpool, Vereinigtes Königreich[63]

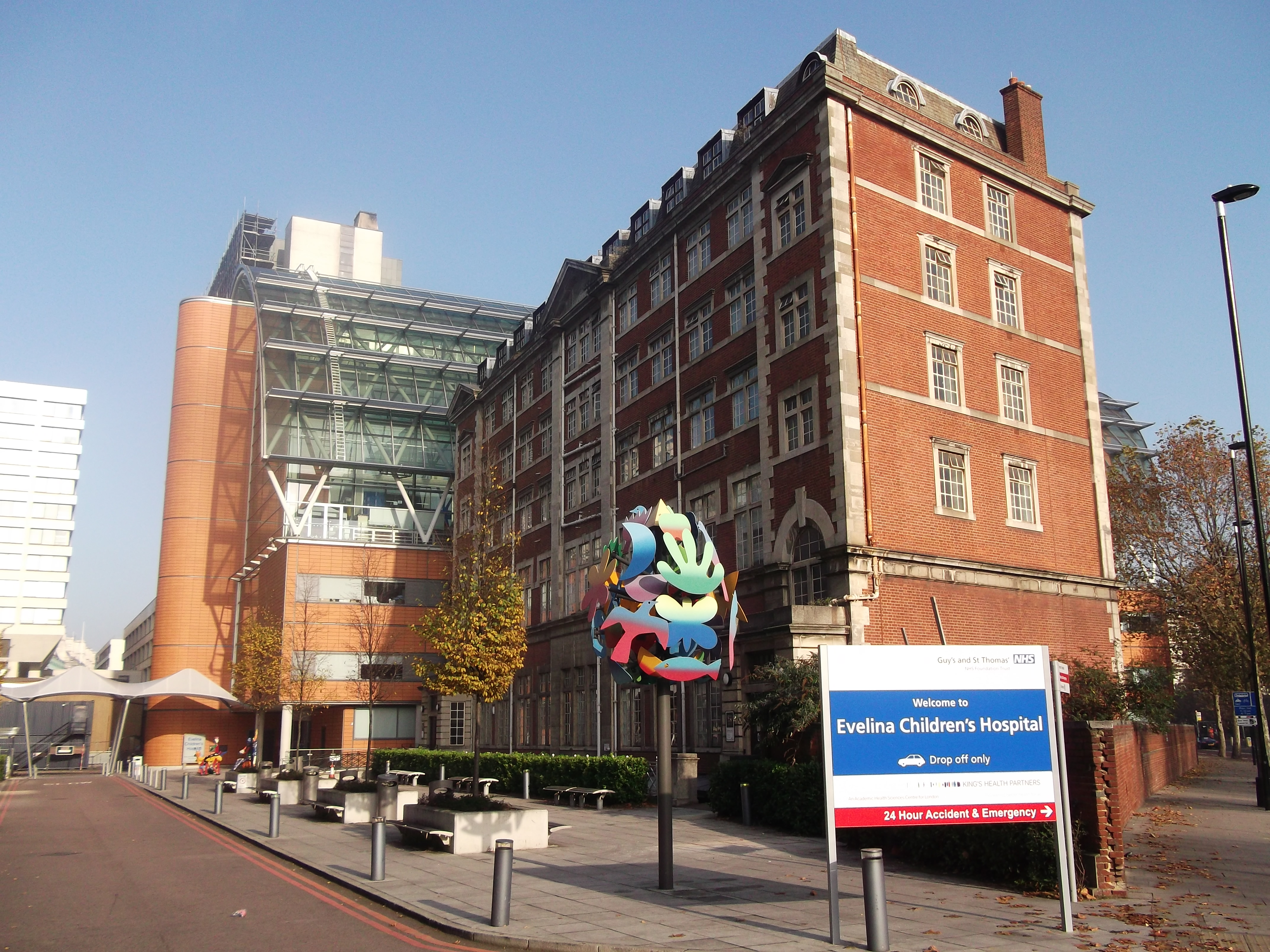
Evelina Children’s Hospital 2006
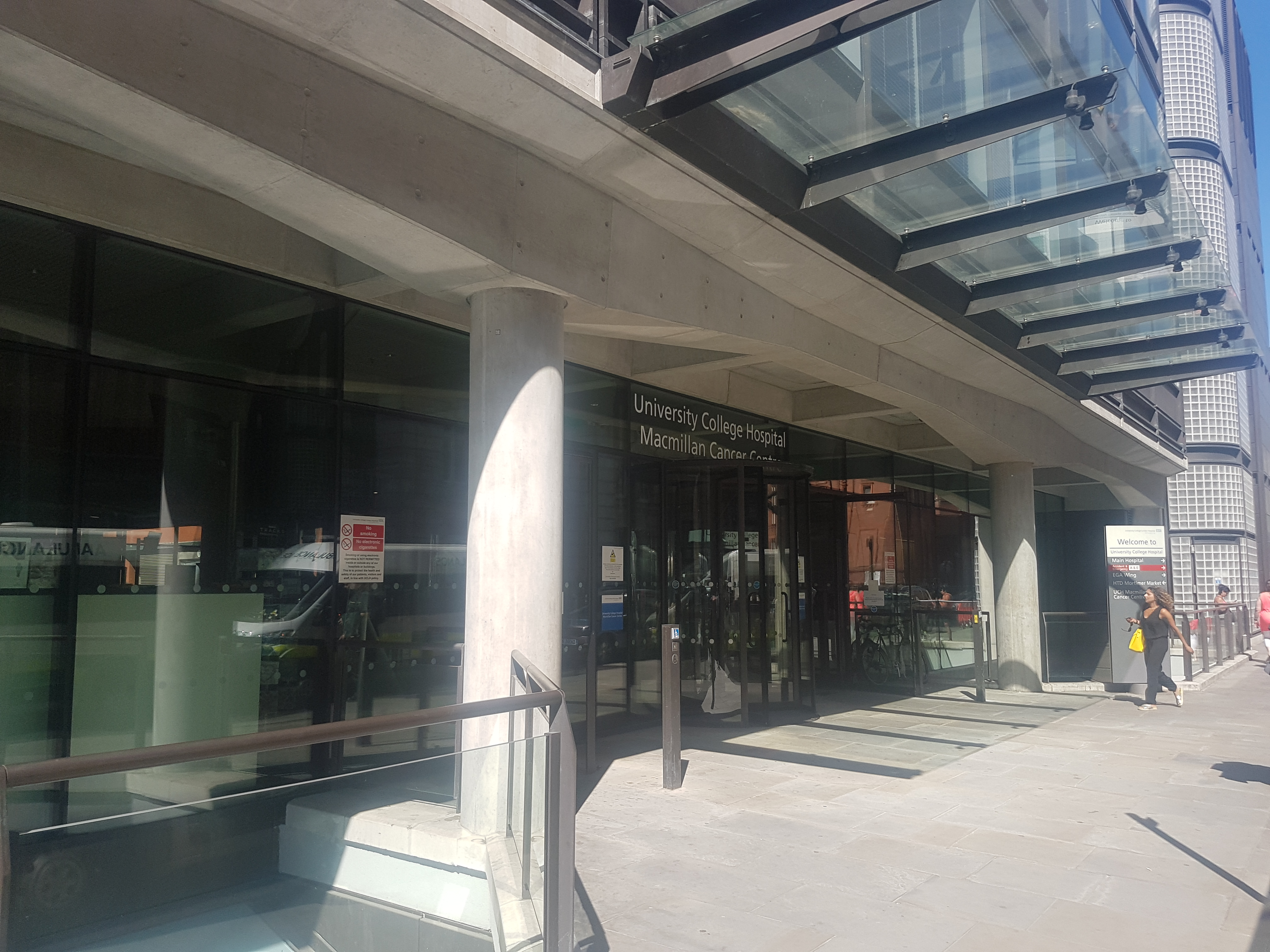
University College Hospital: Macmillan Cancer Centre 2012
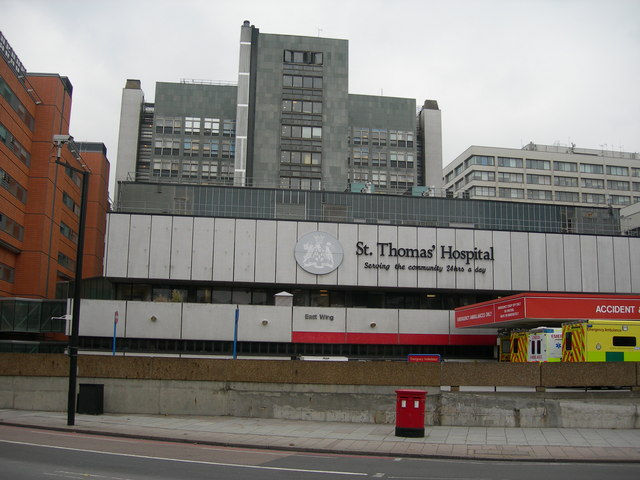
St. Thomas's Hospital 2016

## Frühere Mitarbeiter
Zu den ehemaligen Mitarbeitern von Hopkins gehören Chris Wilkinson, Bill Dunster sowie John Pringle und Ian Sharratt. Die beiden letzteren gründeten später die Firma Pringle Richards Sharratt.

## Trivia
In zwei James-Bond-Filmen tauchen Gebäude von Hopkins auf. Das Innere des IBM-Gebäudes in Bedfont Lakes dient als Schauplatz für die Medienparty in Hamburg von Elliot Carver in „Tomorrow Never Dies“. In dem Film „Die Welt ist nicht genug“ hat das Portcullis House einen flüchtigen Auftritt bei der Bootsverfolgung auf der Themse.
Am 22. Oktober 2006 wurde die U-Bahn-Station Westminster für einen Tag geschlossen, um die Dreharbeiten für eine Szene in „Harry Potter und der Orden des Phönix“ zu ermöglichen, in der Harry mit Arthur Weasley die U-Bahn nimmt, um zu einer Disziplinaranhörung im Zaubereiministerium zu fahren.
Als einer der Hauptaustragungsorte der Olympischen Sommerspiele 2012 in London waren die Innen- und Außenanlagen des Lee Valley Velodroms bei Bahnradsportveranstaltungen auf vielen großen Sendern in der ganzen Welt zu sehen.